# Catagonium brevicaudatum
Catagonium brevicaudatum är en bladmossart som beskrevs av C. Müller och Brotherus 1897. Catagonium brevicaudatum ingår i släktet Catagonium och familjen Hypnaceae. Inga underarter finns listade i Catalogue of Life.